# Землеволодіння
Землеволодіння — володіння ділянкою землі юридичною або фізичною особою на певних підставах (право власності, право користування і так далі).

## Історія
На українських теренах у різні часи в різних народів, які тут проживали, практикувалися різні типи З. Зокрема, в античних державах Північного Причорномор'я, Скіфії (див. Скіфи) вже в 6–5 ст. до н. е. переважною формою З. було індивідуальне З. (при одночасному існуванні колективного). На землях, на яких розселилися свого часу східні слов'яни, склалося З. окремих родів, племен чи їх об'єднань (древлян, полян, словен та ін.), а також З. сімей на підставі займанщини. В добу середньовіччя на українських землях, як і в багатьох інших європейських країнах, безпосередній виробник, якими б широкими не були його права на землю (оброблену ним власноруч чи силами його родини), законодавчо визнавався лише її володільцем (а не власником).

### Норми звичаєвого права
Від 11 ст. поземельні відносини регулювалися як нормами звичаєвого права, так і відповідними законодавчими актами, записаними в "Руській правді" (у різних редакціях). За часів Золотої Орди ординські хани й намісники – баскаки – безпосередньо не втручалися в місцеві поземельні відносини. Боротьба сільських общин за права на З. помітно стримувала зростання великої земельної власності удільних князів і місцевих можновладців. Після розпаду Золотої Орди настав новий період у перерозподілі українських земель: почалося масове пожалування великими князями Великого князівства Литовського (ВКЛ) і королями Польщі значних територій землевласникам, які їх підтримували. Якщо в 2-й пол. 14 ст. в Україні налічувалося лише кілька десятків князівських маєтків, то на середину 16 ст. існували вже тисячі панських і шляхетських господарств, понад 100 родин магнатів. На той час у селянському господарстві важливою господарською одиницею продовжувало лишатися дворище (відоме в документах під назвами "сім'я", "братчина", "служба"). Були поширеними З. і землекористування сябрів – селян (найчастіше родичів), які жили, як правило, в спільному дворі кількома хатами, вели самостійні господарства, але певними угіддями (сіножаті, пасіки, рибні лови, пасовиська тощо) користувалися разом (траплявся поділ на паї). Згідно із земельною реформою 1557 (див. "Устава на волоки" 1557), запровадженою королем польським і великим князем литовським Сигізмундом ІІ Августом, угіддя землероба офіційно вважалися власністю верховного правителя, а отже, всі землекористувачі повинні були відбувати повинності на його (верховного правителя) користь. Це положення закріпили Статути Великого князівства Литовського 1566 і 1588. Навіть осілі козаки (починаючи з 1-ї половини 16 ст., вони володіли землею та мали значні привілеї в Речі Посполитій, Гетьманщині, Слобідській Україні) змушені були нести військову службу та відбувати повинності на користь держави в цілому і тих чи інших можновладців зокрема. Відмова коритися цьому нерідко призводила до втрати землі, а подекуди – й до репресивних заходів з боку властей. Найбільш широкі права в З. мали козаки Вольностей Війська Запорозького низового, де практично не існувало великої власності на землю та кріпацтва. Особливо обмеженими права щодо З. були у селян, які господарювали на західноукраїнських землях (переважна частина цих земель з кінця 14 ст. до 1-го поділу Польщі 1772 (див. Поділи Польщі 1772, 1793, 1795) перебувала під владою польської шляхти).

### За часів Гетьманщини
У ході національної революції 1648–1676 стався черговий перерозподіл у володінні українськими землями, особливо на Лівобережній Україні та Правобережній Україні. На території Наддніпрянської України бл. 1400 маєтків польських магнатів, шляхти і католицького духовенства перейшло в підпорядкування старшинської адміністрації на чолі з гетьманом: ці землі здебільшого на правах займанщини захопили посполиті й козаки. Фактичне скасування кріпацтва розширило коло дрібних землевласників. У вільних військових маєтностях, які становили 50 % усіх населених пунктів, стало можливим порівняно самостійне ведення господарства безпосередніми виробниками, продаж, обмін і успадкування ними угідь. Поступово утвердилася практика орендування землі. Однак уже через кілька десятиліть після початку визвольних змагань знову активізувався процес обезземелення селян і козаків. На початку 18 ст. зафіксовано видачу універсалів гетьманом І.Мазепою, за якими посполиті, які без дозволу переходили на нове місце проживання, повністю втрачали права (сукцесію) на свої угіддя. За непослух селян фізично карали, арештовували і навіть страчували. Набули чинності положення статутів ВКЛ. Зі створенням у Російські державі 1719 з ініціативи царя Петра I Берг-колегії розпорядження останньої щодо пошуку та розробляння корисних копалин як на власних, так і на чужих землях були поширені також на Гетьманщину і Слобідську Україну. 1721 в Російській імперії надано право купцям (див. Купецтво) купувати й приписувати села до своїх підприємств, що поклало початок посесіям.

### Протягом 18 століття
Протягом 18 ст. продовжувався занепад общинного та сябринного З. й складалися умови для формування приватної власності на землю. Спершу відповідні земельні реформування розпочалися в українських землях, які були під владою Австрії (з 1867 – Австро-Угорщина). Так, маніфест від 26 квітня 1766 зобов'язав поміщиків Закарпатської України наділяти селян землею і садибою. Спеціальний патент імператорського уряду 1785 визнав за закарпатськими селянами право переходу від одного землевласника до іншого. В Галичині особиста залежність селянина була офіційно скасована 5 квітня 1782. 1786 значна частина селянської землі була відокремлена від поміщицької (домінікальної; див. Домінікальні землі, Рустикальні землі). Тоді ж кріпаки Буковини одержали дозвіл уряду на виходи, але з дозволу дідича. Можновладцям було заборонено самовільно розпоряджатися угіддями посполитих, за якими юридично визнавалося право на успадкування угідь.

### Процеси приватизації землі
На українських землях, що були підвладними Російській імперії, процеси приватизації землі розпочалися лише в 2-й половині 19 ст. Наприкінці ж 18 ст. відбувалося закріпачення селян. Так, указ імператриці Катерини II від 14(03) травня 1783 остаточно закріпачив більшу частину селянства Лівобережжя та Слобожанщини. Указом імператора Павла I від 23(12) грудня 1796 кріпосне право було введено в Південній Україні, Приазов'ї й на Дону. Після приєднання Правобережної України до Російської імперії унаслідок 2-го поділу Польщі (див. Поділи Польщі 1772, 1793, 1795) царизм намагався регламентувати там кріпацтво шляхом запровадження інвентарних правил 1847–1848.
Революція 1848–49 в Австрійс. імперії (див. Революції 1848–1849 в Європі) та селянська реформа в Галичині, на Буковині та Закарпатті 1848 остаточно скасували кріпосне право, дали сильний поштовх до розвитку бурж. відносин і, зокрема, формування приватної власності селян на землю, якою вони перед тим уже володіли. Після селянської реформи 1861 в Рос. імперії подібні процеси почали відбуватися і на ін. укр. землях.
Кілька законодавчих актів, спрямованих на поліпшення економіки в Рос. імперії, були розроблені й частково впроваджені Радою міністрів Російської імперії на чолі з П.Столипіним (див. Землевпорядні губернські та повітові комісії). Так, згідно з указом імп. Миколи II від 22(09) листоп. 1906 "Про доповнення деяких постанов чинних законів, які стосуються селянського землеволодіння і землекористування" кожний чл. общини мав право вийти з неї зі своїм наділом, продати його як приватну власність або ж вести самостійне г-во. Протягом 1907–16 у межах Рос. імперії з общин виокремилося 2 млн дворів (22 % від заг. числа). Безпосередньо на Лівобережжі такі двори становили 16,5 %, на Правобережжі – 48 %, на Пд. – бл. 42 %. Тут набули поширення процеси продажу селянами своєї землі, це зумовило значне розшарування в їх стані, виділення т. зв. куркульства (заможні селяни, які у веденні госп-ва використовували найману працю).

### За часів СРСР
За часів СРСР усю землю в країні було проголошено власністю держави, загальнонародним надбанням. Земля не могла бути об'єктом купівлі-продажу, а З. зводилося фактично лише до користування землею.